# 그루지야 소비에트 사회주의 공화국의 국기

그루지야 소비에트 사회주의 공화국의 국기

그루지야 소비에트 사회주의 공화국의 국기 (뒷면)

그루지야 소비에트 사회주의 공화국의 국기는 1951년에 제정되어 1990년까지 사용되었다.
빨간색 바탕 위쪽에는 파란색 가로 줄무늬가 그려져 있으며, 깃대 왼쪽 상단에는 24줄기의 햇살을 가진 파란색 태양에 둘러싸인 빨간색 별과 낫과 망치가 그려져 있다.

## 이전 국기

그루지야 소비에트 사회주의 공화국의 국기 (1921년~1937년)
그루지야 소비에트 사회주의 공화국의 국기 (1937년~1951년)

## 같이 보기
- 소비에트 연방의 국기
- 소련의 공화국의 국기
- 조지아의 국기